# Campionato mondiale di calcio 1966
Il Campionato mondiale di calcio FIFA 1966 o Coppa del Mondo Jules Rimet 1966 (in inglese: 1966 World Cup Jules Rimet), noto anche come Inghilterra 1966, è stato l'ottava edizione della massima competizione per le rappresentative di calcio (squadre comunemente chiamate "nazionali") maschili maggiori delle federazioni sportive affiliate alla FIFA.
Si svolse in Inghilterra dall'11 al 30 luglio 1966, con l'affermazione dei padroni di casa, vittoriosi in finale sulla Germania Ovest al termine dei tempi supplementari. Questa è stata la prima edizione ad inserire la mascotte ufficiale del campionato.
Questo è tuttora l’unico trofeo tra Mondiali ed Europei alzato dalla nazionale inglese.

## Assegnazione
Il Brasile si presentava in Inghilterra forte dei due mondiali consecutivi vinti, in Svezia nel 1958 e in Cile nel 1962. Tra le altre nazionali già decorate e pretendenti al successo finale, la Germania Ovest, già campione nel 1954, l'Uruguay e l'Italia, con due successi ciascuna (rispettivamente nel 1930 e 1950 e nel 1934 e 1938). Tra le outsider spiccavano invece l'Argentina, il Portogallo di Eusébio e l'Unione Sovietica, campione d'Europa nel 1960 e finalista nel 1964. Le rimanenti nazionali apparivano solo di contorno, sebbene la sorpresa più grande venne proprio dal girone che ospitava l'unica asiatica del torneo, la Corea del Nord.
Essendo due dei sedici posti già riservati al Brasile campione uscente e all'Inghilterra Paese organizzatore, a contendersi i 14 posti rimanenti furono 71 squadre nazionali. La FIFA assegnò 10 posti all'UEFA: oltre alla citata Inghilterra (qualificata di diritto), su 32 iscritte alle qualificazioni approdarono alla fase finale le nazionali di Bulgaria, Francia, Germania Ovest, Italia, Portogallo, Spagna, Svizzera, Ungheria e URSS; 4 al Sudamerica (il citato Brasile, qualificato di diritto, Argentina, Cile e Uruguay) su 9 iscritte; 1 al Centro-Nord America e Caraibi (Messico) su 9 iscritte e 1 all'Africa, Asia e Oceania su 19 iscritte in totale, dopo spareggio interzone tra Africa e Asia. Non esistendo all'epoca la federazione oceanica (istituita nel 1966) l'Australia avrebbe disputato il girone di qualificazione asiatico. La federazione africana protestò per l'ulteriore spareggio che la nazionale vincitrice del girone africano avrebbe dovuto affrontare per la qualificazione e, rimasta inascoltata, decisero di ritirarsi 15 squadre africane. Si unì al boicottaggio anche un'asiatica, la Corea del Sud. Nel frattempo, il Sudafrica veniva squalificato dal Comitato Olimpico Internazionale da qualsiasi competizione sportiva per via del regime di apartheid lì vigente, e la FIFA si allineò al CIO. Alla fine, ad approdare alla fase finale fu la Corea del Nord. Tra le squadre europee non qualificate spiccava tra tutte la Svezia, finalista dell'edizione del 1958, oltre al Belgio, la Cecoslovacchia e la Jugoslavia.

### Formula
Fase eliminatoria: quattro gruppi di quattro squadre ciascuno (identificati dal numero 1 al numero 4).
- Gruppo 1: Londra (Wembley e White City Stadium).
- Gruppo 2: Sheffield (Hillsborough Stadium) e Birmingham (Villa Park).
- Gruppo 3: Liverpool (Goodison Park) e Manchester (Old Trafford).
- Gruppo 4: Middlesbrough (Ayresome Park) e Sunderland (Roker Park).

Alla fine di ogni girone le migliori due classificate passano ai quarti di finale. Per stabilire la priorità, in caso di parità di punti, vale il criterio della differenza reti. In caso di ulteriore parità, è discriminante il numero di goal segnati nel girone. In caso di ulteriore parità si procede a sorteggio. Da questo punto in poi si disputano solo incontri a eliminazione diretta. Si giocano quattro quarti di finale, A, B, C, e D. Il quarto A vede accoppiate la prima classificata del gruppo 1 con la seconda del gruppo 2; il quarto B la seconda del gruppo 1 con la prima del gruppo 2; il quarto C la prima del gruppo 3 con la seconda del gruppo 4 e il quarto D la seconda del gruppo 3 con la prima del gruppo 4.
- La prima semifinale si disputa tra le vincenti dei quarti A e C, la seconda tra le vincenti dei quarti B e D.
- Finale per il terzo posto: incontro tra le due perdenti le semifinali.
- Finale per il primo posto: incontro tra le due vincenti le semifinali.

### Introduzione

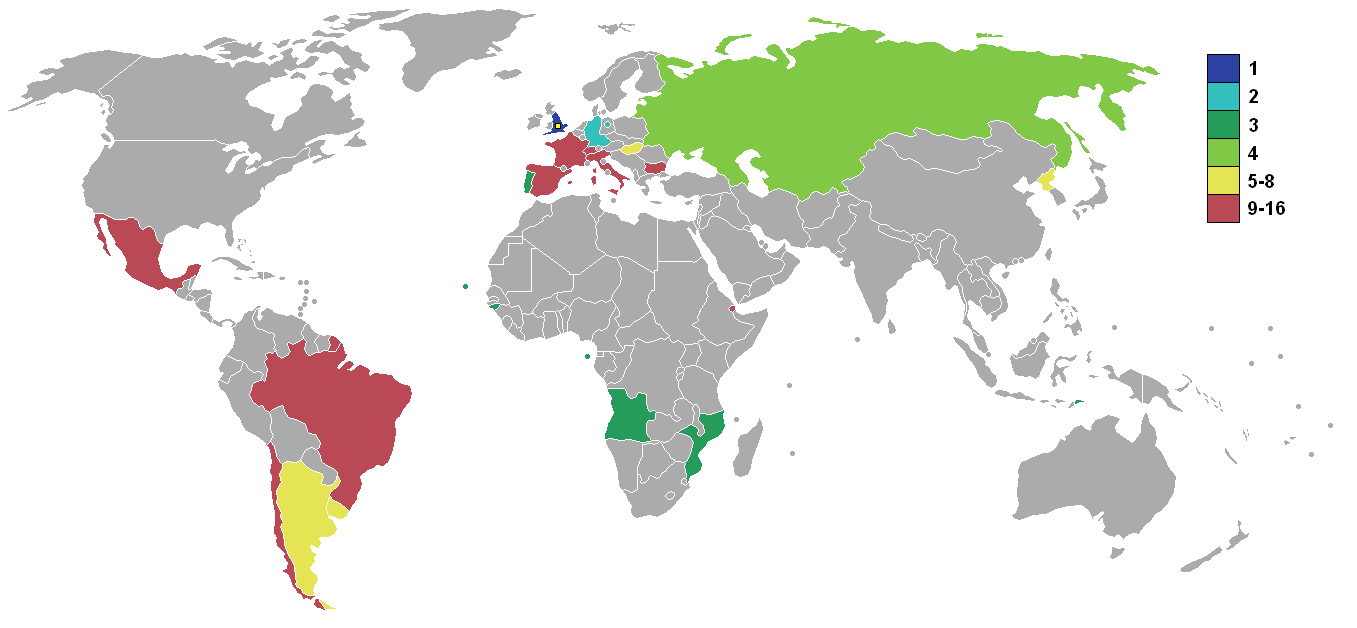
Piazzamenti delle nazionali

Al campionato del mondo del 1966 è legato uno dei più curiosi aneddoti riguardanti la Coppa Rimet. Come è noto, è uso che la federazione campione uscente rimetta il trofeo a disposizione della FIFA e del comitato organizzatore del campionato, affinché possa rimanere in esposizione fino all'assegnazione al vincitore successivo (nel 1966 campione uscente era il Brasile). Il 20 marzo 1966, però, la Coppa Rimet fu rubata da ignoti durante l'esposizione al pubblico. Dopo lunghe ricerche, fu ritrovata, in un parco pubblico londinese, avvolta in un foglio di giornale, grazie al fiuto di un cane (il meticcio Pickles, che morì l'anno dopo strozzato dal suo stesso guinzaglio). Prima del ritrovamento del trofeo, la Federcalcio inglese ne aveva fatto produrre una copia, nell'eventualità che essa non venisse ritrovata in tempo. Attualmente la copia è custodita ed esposta nel Museo nazionale del Calcio. Il campionato del 1966 fu anche il primo ad adottare una mascotte (il leone Willie) e un logo per finalità commerciali.
L'assegnazione all'Inghilterra fu probabilmente facilitata dal fatto che l'allora capo della FIFA fosse l'inglese Arthur Drewry. La cosa suscitò la prima di una lunga serie di polemiche per l'intero mondiale, fino alla finale. L'Inghilterra iniziò il torneo con ambizioni di vittoria, come testimoniava la dichiarazione, datata 1963, di Ramsey, selezionatore dei reds, che promise di portare la Rimet nel paese patria del calcio; all'assegnazione del ruolo di Paese organizzatore all'Inghilterra contribuì anche il fatto che nel 1963 cadesse il centenario della fondazione della Football Association, la federazione calcistica inglese. L'ottavo campionato del mondo non si distinse per particolare spettacolarità, anzi fu una delle edizioni con meno gol, in ragione dell'assetto più difensivo e tattico delle squadre. La stessa Inghilterra, che avrebbe poi vinto il torneo, passò il primo turno con 4 gol all'attivo e nessuno al passivo.
Questa edizione della rassegna iridata, sebbene avesse in programma il cerimoniale delle bande musicali durante l'entrata in campo delle squadre, non vide la tradizionale esecuzione degli inni nazionali all'inizio dei match (tranne che nella partita inaugurale e in occasione della finale per il titolo). Tale decisione fu dettata dal fatto che il Regno Unito temeva la presenza al mondiale dei calciatori della Corea del Nord – nazione socialista e non riconosciuta dai britannici – quale causa di possibili incidenti diplomatici con la controparte del Sud; a tal proposito, un appunto dell'allora Foreign Office sosteneva che il modo più semplice per risolvere la questione sarebbe stato quello di "negare il visto ai giocatori nordcoreani".

## Stadi
Per le partite di questa Coppa del Mondo furono scelti otto stadi in sette città. L'impianto di più recente inaugurazione, e maggiormente utilizzato nel torneo, era lo stadio di Wembley, con i suoi 43 anni nel 1966. Come consuetudine in Coppa del Mondo, le squadre di ogni gruppo giocavano le proprie partite in stadi geograficamente vicini. Gli incontri del gruppo 1 (quello con i padroni di casa inglesi) si giocarono tutti a Londra: cinque a Wembley, che era lo stadio ufficiale della nazionale inglese e peraltro riconosciuto come il più prestigioso stadio di calcio del mondo; uno al White City Stadium, nella zona ovest di Londra, utilizzato però, e per una sola partita, come alternativa a Wembley. Accadde infatti che la partita della fase a gironi tra Uruguay e Francia, programmata a Wembley venerdì 15 luglio 1966, si dovette giocare al White City Stadium (originariamente costruito per le Olimpiadi estive del 1908), perché nello stesso giorno erano già state programmate a Wembley delle corse di levrieri. Poiché il proprietario di Wembley non volle sentire ragioni per cancellare l'evento, la partita venne trasferita nella sede alternativa a Londra. Le partite del gruppo 2 si giocarono allo Hillsborough Stadium di Sheffield e al Villa Park di Birmingham; le partite del gruppo 3 allo stadio Old Trafford a Manchester e al Goodison Park dell'Everton FC; le partite del Gruppo 4 infine si giocarono al Middlesbrough FC Ayresome Park a Middlesbrough e al Sunderland AFC Roker Park a Sunderland, città entrambe situate nel nord dell'Inghilterra.
Con nove incontri disputati, la sede più utilizzata fu lo stadio di Wembley. Vi si giocarono tutte le sei partite dell'Inghilterra, compresa la finalissima con la Germania Ovest, oltre alla finale per il terzo posto. Goodison Park venne utilizzato per cinque partite; Roker Park e Hillsborough ospitarono ciascuno quattro partite. Infine l'Old Trafford, il Villa Park e l'Ayresome Park ospitarono ciascuno tre partite, ma nessuna partita ad eliminazione diretta.
| Londra               | Londra                                                                    | Birmingham                                                                |
| Wembley Stadium      | White City Stadium                                                        | Villa Park                                                                |
| 51°33′21″N 0°16′46″W | 51°33′20″N 0°16′47″W                                                      | 52°30′33″N 1°53′05″W                                                      |
| Capienza: 98 600     | Capienza: 76 567                                                          | Capienza: 52 000                                                          |
|                      |                                                                           |                                                                           |
| Liverpool            | Londra Manchester Liverpool Sunderland Middlesbrough Birmingham Sheffield | Londra Manchester Liverpool Sunderland Middlesbrough Birmingham Sheffield |
| Goodison Park        | Londra Manchester Liverpool Sunderland Middlesbrough Birmingham Sheffield | Londra Manchester Liverpool Sunderland Middlesbrough Birmingham Sheffield |
| 53°27′47″N 2°17′29″W | Londra Manchester Liverpool Sunderland Middlesbrough Birmingham Sheffield | Londra Manchester Liverpool Sunderland Middlesbrough Birmingham Sheffield |
| Capienza: 50 151     | Londra Manchester Liverpool Sunderland Middlesbrough Birmingham Sheffield | Londra Manchester Liverpool Sunderland Middlesbrough Birmingham Sheffield |
|                      | Londra Manchester Liverpool Sunderland Middlesbrough Birmingham Sheffield | Londra Manchester Liverpool Sunderland Middlesbrough Birmingham Sheffield |
| Manchester           | Londra Manchester Liverpool Sunderland Middlesbrough Birmingham Sheffield | Londra Manchester Liverpool Sunderland Middlesbrough Birmingham Sheffield |
| Old Trafford         | Londra Manchester Liverpool Sunderland Middlesbrough Birmingham Sheffield | Londra Manchester Liverpool Sunderland Middlesbrough Birmingham Sheffield |
| 53°24′41″N 1°30′02″W | Londra Manchester Liverpool Sunderland Middlesbrough Birmingham Sheffield | Londra Manchester Liverpool Sunderland Middlesbrough Birmingham Sheffield |
| Capienza: 58 000     | Londra Manchester Liverpool Sunderland Middlesbrough Birmingham Sheffield | Londra Manchester Liverpool Sunderland Middlesbrough Birmingham Sheffield |
|                      | Londra Manchester Liverpool Sunderland Middlesbrough Birmingham Sheffield | Londra Manchester Liverpool Sunderland Middlesbrough Birmingham Sheffield |
| Sheffield            | Sunderland                                                                | Middlesbrough                                                             |
| Hillsborough Stadium | Roker Park                                                                | Ayresome Park                                                             |
| 54°54′52″N 1°23′18″W | 54°33′51″N 1°14′49″W                                                      | 53°26′20″N 2°57′58″W                                                      |
| Capienza: 42 730     | Capienza: 40 310                                                          | Capienza: 40 000                                                          |
|                      |                                                                           |                                                                           |

## Squadre partecipanti
| Pr. | Squadra          | Data di qualificazione certa | Confederazione | Partecipante in quanto                                         | Partecipazioni precedenti al torneo          |
| --- | ---------------- | ---------------------------- | -------------- | -------------------------------------------------------------- | -------------------------------------------- |
| 1   | Inghilterra      | 22 agosto 1960               | UEFA           | Rappresentativa della nazione organizzatrice della fase finale | 4 (1950, 1954, 1958, 1962)                   |
| 2   | Brasile          | 17 giugno 1962               | CONMEBOL       | Paese detentore del titolo                                     | 7 (1930, 1934, 1938, 1950, 1954, 1958, 1962) |
| 3   | Messico          | 16 maggio 1965               | CONCACAF       | Vincitrice del Secondo Turno (CONCACAF)                        | 5 (1930, 1950, 1954, 1958, 1962)             |
| 4   | Uruguay          | 13 giugno 1965               | CONMEBOL       | Vincitrice del Gruppo 1 (CONMEBOL)                             | 4 (1930, 1950, 1954, 1962)                   |
| 5   | Argentina        | 29 agosto 1965               | CONMEBOL       | Vincitrice del Gruppo 3 (CONMEBOL)                             | 4 (1930, 1934, 1958, 1962)                   |
| 6   | Ungheria         | 9 ottobre 1965               | UEFA           | Vincitrice del Gruppo 6 (UEFA)                                 | 5 (1934, 1938, 1954, 1958, 1962)             |
| 7   | Cile             | 12 ottobre 1965              | CONMEBOL       | Vincitrice del Gruppo 2 (CONMEBOL)                             | 3 (1930, 1950, 1962)                         |
| 8   | Unione Sovietica | 17 ottobre 1965              | UEFA           | Vincitrice del Gruppo 7 (UEFA)                                 | 2 (1958, 1962)                               |
| 9   | Portogallo       | 31 ottobre 1965              | UEFA           | Vincitrice del Gruppo 4 (UEFA)                                 | −                                            |
| 10  | Francia          | 6 novembre 1965              | UEFA           | Vincitrice del Gruppo 3 (UEFA)                                 | 5 (1930, 1934, 1938, 1954, 1958)             |
| 11  | Spagna           | 10 novembre 1965             | UEFA           | Vincitrice del Gruppo 9 (UEFA)                                 | 3 (1934, 1950, 1962)                         |
| 12  | Germania Ovest   | 14 novembre 1965             | UEFA           | Vincitrice del Gruppo 2 (UEFA)                                 | 5 (1934, 1938, 1954, 1958, 1962)             |
| 13  | Corea del Nord   | 24 novembre 1965             | AFC            | Vincitrice della Seconda Fase CAF e AFC                        | −                                            |
| 14  | Svizzera         | 24 novembre 1965             | UEFA           | Vincitrice del Gruppo 5 (UEFA)                                 | 5 (1934, 1938, 1950, 1954, 1962)             |
| 15  | Italia           | 7 dicembre 1965              | UEFA           | Vincitrice del Gruppo 8 (UEFA)                                 | 5 (1934, 1938, 1950, 1954, 1962)             |
| 16  | Bulgaria         | 29 dicembre 1965             | UEFA           | Vincitrice del Gruppo 1 (UEFA)                                 | 1 (1962)                                     |

Nota bene: nella sezione "partecipazioni precedenti al torneo", le date in grassetto indicano che la nazione ha vinto quella edizione del torneo, mentre le date in corsivo indicano la nazione ospitante.

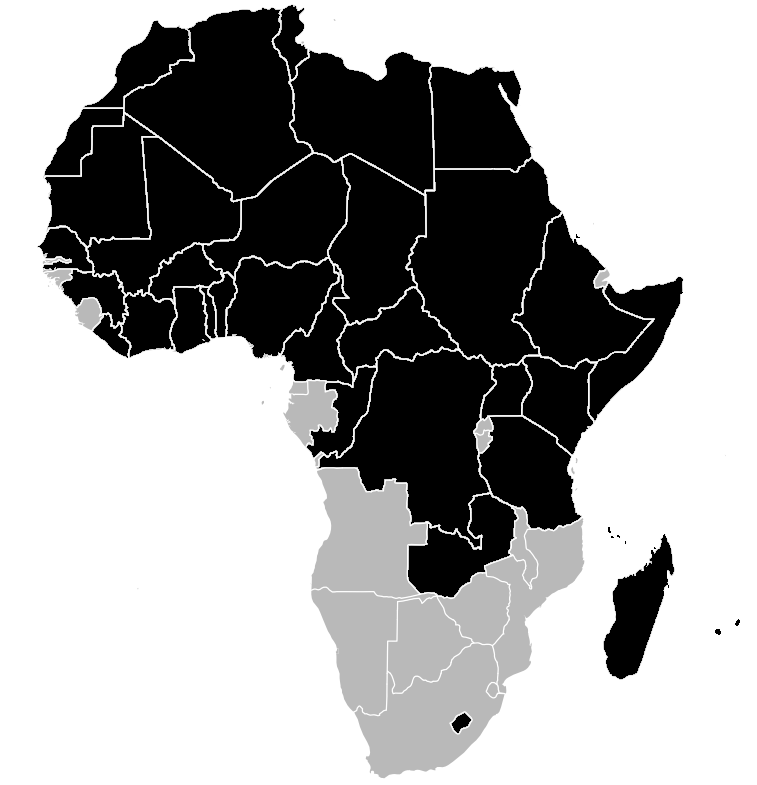
I paesi africani che boicottano la Coppa del Mondo del 1966 sono ombreggiati in nero.

## Il sorteggio
Il sorteggio avviene il 6 gennaio 1966 a Londra. Per la prima volta il sorteggio viene trasmesso in diretta televisiva da diverse televisioni europee (in Italia trasmessa in differita alle ore 22,00).
Viene privilegiata ancora una volta una ripartizione di tipo geografico con il correttivo di assegnare Inghilterra (squadra di casa) e Brasile (squadra campione in carica) d'ufficio ai gironi A e C.
Ecco la composizione e l'ordine di estrazione delle fasce destinate al sorteggio:
| Sud America | Europa centro-est | Europa latina | Gruppo misto   |
| ----------- | ----------------- | ------------- | -------------- |
| Argentina   | Germania Ovest    | Francia       | Bulgaria       |
| Cile        | Ungheria          | Italia        | Corea del Nord |
| Uruguay     | Unione Sovietica  | Portogallo    | Messico        |
|             |                   | Spagna        | Svizzera       |

## Riassunto del torneo

### Fase a gironi

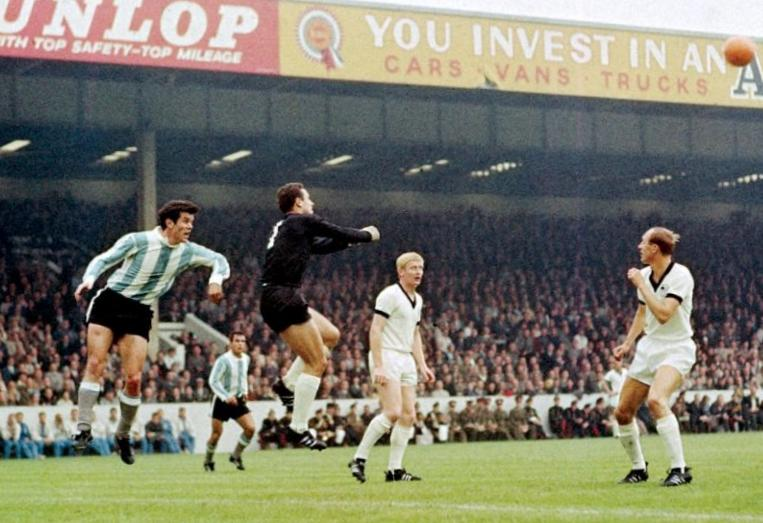
Solari, Más, Tilkowski, Schnellinger e Schulz durante la sfida Germania Ovest-Argentina valida per la fase a gruppi.

Il campo rispettò quasi per intero i pronostici, con qualche esclusione di rilievo: nel primo gruppo, l'Inghilterra si spartì la posta con l'Uruguay prima di superare con due classici 2-0 Francia e Messico. A ruota seguì la stessa Celeste, cui bastò un 2-1 ai francesi e un pari con i messicani per qualificarsi.
Nel gruppo 2 la Spagna, campione d'Europa uscente, non andò oltre una vittoria con poco scarto contro la Svizzera (sfavorita tra l'altro dall'arbitro sovietico Bakhramov, che annullò il gol regolare del 2-2 svizzero), mentre Germania Ovest e Argentina passarono a pari punti, con i tedeschi primi per differenza reti.
Le sorprese vennero dai gruppi 3 e 4. Nel gruppo 3 vi fu un'inaspettata eliminazione dei verdeoro brasiliani, campioni del mondo in carica: dopo aver superato la partita molto fisica con la Bulgaria con due punizioni (una di Pelé e una di Garrincha, nell'ultima partita giocata assieme), il Brasile, privo dell'infortunato Pelé, cadde contro l'Ungheria, mentre contro il Portogallo, pur schierando il proprio fuoriclasse, i verdeoro furono sconfitti dai lusitani guidati da Eusébio. Il Brasile recriminò per gli arbitraggi (sia per la partita contro la Bulgaria, arbitrata dal tedesco Kurt Tschenscher, che per quelle contro Ungheria e Portogallo, arbitrate dagli inglesi Ken Dagnall e George McCabe) sostenendo che non vennero sanzionati molti falli fatti a danno dei giocatori chiave verdeoro.
Nel gruppo 4 l'Italia, vincendo 2-0 contro il Cile, si prese la rivincita della battaglia di Santiago di quattro anni prima, ma inciampò nell'URSS, venendo sconfitta 1-0. Nella decisiva partita contro la Corea del Nord perse nuovamente 1-0, con un gol di Pak Doo-Ik. Questa sconfitta causò grande scalpore in Italia, dato che la Corea del Nord era considerata una squadra facile da battere. Per questo motivo, quando i giocatori italiani rientrarono in patria dopo la sconfitta, furono accolti da circa seicento tifosi inferociti accorsi all'aeroporto di Genova per contestarli con insulti e lancio di pomodori. Il turno fu passato da URSS e Corea del Nord e i tifosi di Middlesbrough, città operaia del nord dell'Inghilterra, adottarono la Nazionale asiatica e la seguirono a Liverpool per i quarti di finale.

### Fase a eliminazione diretta

#### Quarti di finale

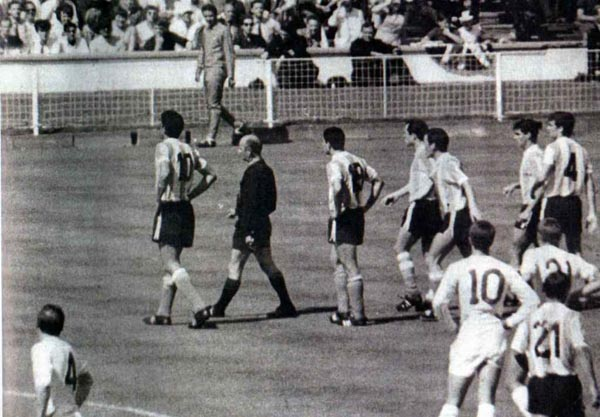
La contestata espulsione di Antonio Rattín in Inghilterra-Argentina dei quarti di finale

A dar colore ai quarti di finale ci pensarono Argentina e Inghilterra. A Wembley gli inglesi erano impegnati in una tesa partita contro i sudamericani; si scrisse che dopo mezz'ora c'erano già quattro ammonizioni argentine (Perfumo, Solari, Rattín e Artime), mentre all'inglese Stiles fu concessa ogni tipo di entrata. I cartellini furono introdotti ad opera di Ken Aston per la prima volta durante il Mondiale 1970 in Messico ma le ammonizioni esistevano da molto tempo prima, anche senza l'uso dei cartellini. Al 36º il capitano argentino Antonio Rattín, già ammonito per un fallo su Bobby Charlton qualche minuto prima, venne espulso dall'arbitro tedesco Rudolf Kreitlein per proteste. Nonostante gli inviti dell'arbitro tedesco a lasciare il campo, l'argentino fece finta di non capire e pretese un interprete. Alla fine lasciò il terreno di gioco e si sedette sul tappeto rosso riservato ai membri della casa reale inglese, prendendo i fischi di tutto lo stadio e ricevendo l'appellativo di "Animale". Facilitata dall'espulsione, l'Inghilterra alla fine approdò in semifinale vincendo 1-0 con gol di Hurst. Gli argentini, ormai innervositi, protestarono (timidamente) per un presunto fuorigioco che però pare non esserci stato. L'espulsione di Rattin venne definita in patria come el robo del siglo (il furto del secolo), il giornale sportivo francese L'Équipe intitolò «Lo scandalo è entrato a Wembley» e il suo inviato Jean Cornu scrisse «Scandaloso l'arbitro, Stiles meritava una sanzione più di Rattin...». In seguito l'arbitro tedesco Rudolf Kreitlein dichiarò di aver espulso Rattìn per una serie di falli scorretti, le continue proteste ad ogni sua decisione e perché, anche se non capiva la lingua del giocatore, intuì dalle sue espressioni che lo stava insultando reiteratamente.
Al Goodison Park di Liverpool, lo stadio dell'Everton, invece, la Corea del Nord riuscì a portarsi sul 3-0 in poco meno di mezz'ora prima che il Portogallo riuscisse a serrare le file e riorganizzare il gioco. L'ingenuità tattica degli asiatici e l'abilità dei portoghesi fecero poi la differenza e la squadra di Eusébio (quattro gol e un assist in quella partita) vinse 5-3 e raggiunse in semifinale l'Inghilterra.
L'URSS eliminò l'Ungheria 2-1, mentre nella gara Germania Ovest-Uruguay, dopo che l'arbitro inglese Jim Finney negò nei primi minuti un calcio di rigore ai sudamericani per un intervento di mano di Schnellinger in area di rigore su colpo di testa di Rocha, arrivò il vantaggio tedesco all'11° con Helmut Haller; all'inizio del secondo tempo vennero espulsi gli uruguaiani Horacio Troche ed Héctor Silva e, in 11 contro 9, i tedeschi vinsero 4-0, eliminando facilmente l'Uruguay.

#### Semifinali
Le due semifinali si giocarono a un giorno di distanza, il 25 e 26 luglio a Liverpool (Germania Ovest-URSS) e a Londra (Inghilterra-Portogallo).
Sotto la direzione dell'italiano Concetto Lo Bello i tedeschi sconfissero i sovietici. A segnare per la Germania Ovest furono Haller e Beckenbauer, ma anche in questa gara ci furono critiche rivolte all'arbitro poiché i sovietici furono costretti a giocare in 9 uomini a causa dell'infortunio di Sabo (all'epoca non si effettuavano cambi) e per l'espulsione dell'attaccante Igor' Čislenko; l'inviato de L'Équipe Robert Vergne scrisse «Contro l'URSS la Germania ha mostrato il peggior calcio di questi mondiali. Chi parla di complotto a favore dei tedeschi e degli inglesi può sostenere questa tesi con le cifre: nelle ultime tre partite disputate la Germania ha giocato contro squadre di dieci e nove giocatori. L'Argentina, nel girone eliminatorio in dieci (uno espulso), l'Uruguay nei quarti, in nove (due espulsi), e l'URSS in semifinale, in nove (uno ferito severamente, uno espulso)».
A Londra, invece, ci vollero due gol di Bobby Charlton per aver ragione di un Portogallo in forma, che tenne aperta la partita fino all'ultimo grazie a un gol di Eusébio su rigore nel finale.

#### Finale per il terzo posto
La finale per il terzo posto si disputò allo stadio londinese di Wembley. Il terzo posto finale del Portogallo, allenato da Otto Glória, era all'epoca il massimo risultato a livello mondiale conseguito dai lusitani, fatto questo che permise a Eusébio di onorare al meglio il Pallone d'oro vinto l'anno prima grazie ai suoi successi con la maglia del Benfica.

#### Finale
Nella finale per l'assegnazione del titolo, anch'essa disputata nell'impianto di Wembley, fra i padroni di casa e la Germania Ovest, agli ordini di sir Alf Ramsey scesero in campo per l'Inghilterra Banks; Cohen, Wilson; J. Charlton, Moore, Stiles; Ball, Hunt, Hurst, R. Charlton, Peters. Il CT tedesco Helmut Schön schierò invece Tilkowski, Höttges, Weber; Schnellinger, Schulz, Beckenbauer; Haller, Emmerich, Held, Overath, Seeler. Da notare come l'Inghilterra chiudesse il torneo nello stesso stadio, Wembley, dove aveva giocato tutte le partite.
Haller segnò quasi subito, al 12º, ma il vantaggio tedesco durò solo sei minuti, in quanto Hurst pareggiò al 18°. La partita si svolse su un piano di sostanziale equilibrio finché al 78º Peters realizzò il gol del 2-1 che sembrava aver chiuso l'incontro. Su una contestata azione a palla ferma, Weber riuscì tuttavia a segnare il 2-2 quando ormai mancava un minuto alla fine. Gli inglesi contestarono un fallo di mano del tedesco Schnellinger, ma Dienst convalidò. Al 101°, undici minuti dopo l'inizio dei tempi supplementari, Hurst lasciò partire un tiro che sbatté contro la faccia inferiore della traversa e rimbalzò sulla linea prima di tornare in campo. Le riprese televisive dimostrarono che la palla aveva battuto sulla linea e non aveva, come richiesto dal regolamento, superato completamente la linea di porta. Non sapendo cosa decidere, Dienst chiese il parere dell'assistente Tofik Bakhramov, che convalidò la rete.
Il commentatore della BBC Kenneth Wolstenholme si premurò di far sapere che il guardalinee sovietico «parlava solo russo e turco», ragion per cui il dialogo con il direttore di gara poteva avvenire solo a gesti. Inutili le proteste tedesche e l'attacco finale, che durò per tutto il secondo tempo supplementare: proprio allo scadere Hurst segnò il suo terzo gol personale e il quarto per l'Inghilterra, che vinse 4-2 e si laureò campione del mondo per la prima – e tuttora unica – volta nella sua storia. Durante l'azione del 4-2, tre persone invasero il terreno di gioco mentre Hurst stava andando a segnare l'ultima rete: la marcatura sarebbe stata da annullare ma l'arbitro convalidò ugualmente. Geoff Hurst è il primo calciatore ad aver segnato tre gol in una finale di un Campionato del mondo, raggiunto da Kylian Mbappè nella finale del campionato mondiale di calcio 2022 in Qatar.

## Risultati

### Fase a gironi

#### Gruppo 1

##### Classifica
| Pos. | Nazionale   | Pt | G | V | N | P | GF | GS | DR |
| ---- | ----------- | -- | - | - | - | - | -- | -- | -- |
| 1.   | Inghilterra | 5  | 3 | 2 | 1 | 0 | 4  | 0  | +4 |
| 2.   | Uruguay     | 4  | 3 | 1 | 2 | 0 | 2  | 1  | +1 |
| 3.   | Messico     | 2  | 3 | 0 | 2 | 1 | 1  | 3  | -2 |
| 4.   | Francia     | 1  | 3 | 0 | 1 | 2 | 2  | 5  | -3 |

##### Incontri
| Londra 11 luglio 1966, ore 19:30 UTC+0 | Inghilterra  | 0 – 0 referto | Uruguay | Wembley (87148 spett.)\| Arbitro: \| István Zsolt \| |
| Arbitro:                               | István Zsolt |               |         |                                                      |

| Arbitro: | Menachem Ashkenazi |

|             |           |           |
| Hausser 62’ | Marcatori | 48’ Borja |

| Arbitro: | Karol Galba |

|                      |           |                         |
| Rocha 26’ Cortés 31’ | Marcatori | 15’ (rig.) De Bourgoing |

| Arbitro: | Concetto Lo Bello |

|                          |           |  |
| B. Charlton 37’ Hunt 75’ | Marcatori |  |

| Londra 19 luglio 1966, ore 16:30 UTC+0 | Messico     | 0 – 0 referto | Uruguay | Wembley (61112 spett.)\| Arbitro: \| Bertil Lööw \| |
| Arbitro:                               | Bertil Lööw |               |         |                                                     |

| Arbitro: | Arturo Yamasaki |

|               |           |  |
| Hunt 38’, 75’ | Marcatori |  |

#### Gruppo 2

##### Classifica
| Pos. | Nazionale      | Pt | G | V | N | P | GF | GS | DR |
| ---- | -------------- | -- | - | - | - | - | -- | -- | -- |
| 1.   | Germania Ovest | 5  | 3 | 2 | 1 | 0 | 7  | 1  | +6 |
| 2.   | Argentina      | 5  | 3 | 2 | 1 | 0 | 4  | 1  | +3 |
| 3.   | Spagna         | 2  | 3 | 1 | 0 | 2 | 4  | 5  | -1 |
| 4.   | Svizzera       | 0  | 3 | 0 | 0 | 3 | 1  | 9  | -8 |

##### Incontri
| Arbitro: | Hugh Phillips |

|                                                      |           |  |
| Held 16’ Haller 21’, 77’ (rig.) Beckenbauer 40’, 52’ | Marcatori |  |

| Arbitro: | Dimit’r Rumenčev |

|                 |           |                 |
| Artime 65’, 77’ | Marcatori | 71’ (aut.) Roma |

| Arbitro: | Tofik Bachramov |

|                         |           |             |
| Sanchís 57’ Amancio 75’ | Marcatori | 31’ Quentin |

| Birmingham 16 luglio 1966, ore 15 UTC+0 | Germania Ovest     | 0 – 0 referto | Argentina | Villa Park (51000 spett.)\| Arbitro: \| Konstantin Zečević \| |
| Arbitro:                                | Konstantin Zečević |               |           |                                                               |

| Arbitro: | Joaquim Campos |

|                      |           |  |
| Artime 52’ Onega 79’ | Marcatori |  |

| Arbitro: | Armando Marques |

|                         |           |           |
| Emmerich 39’ Seeler 84’ | Marcatori | 23’ Fusté |

#### Gruppo 3

##### Classifica
| Pos. | Nazionale  | Pt | G | V | N | P | GF | GS | DR |
| ---- | ---------- | -- | - | - | - | - | -- | -- | -- |
| 1.   | Portogallo | 6  | 3 | 3 | 0 | 0 | 9  | 2  | +7 |
| 2.   | Ungheria   | 4  | 3 | 2 | 0 | 1 | 7  | 5  | +2 |
| 3.   | Brasile    | 2  | 3 | 1 | 0 | 2 | 4  | 6  | -2 |
| 4.   | Bulgaria   | 0  | 3 | 0 | 0 | 3 | 1  | 8  | -7 |

##### Incontri
| Arbitro: | Kurt Tschenscher |

|                        |           |  |
| Pelé 15’ Garrincha 63’ | Marcatori |  |

| Arbitro: | Leo Callaghan |

|                            |           |          |
| Augusto 1’, 67’ Torres 90’ | Marcatori | 60’ Bene |

| Arbitro: | Ken Dagnall |

|                                       |           |            |
| Bene 2’ Farkas 64’ Mészöly 73’ (rig.) | Marcatori | 14’ Tostão |

| Arbitro: | José María Codesal |

|                                         |           |  |
| Vucov 17’ (aut.) Eusébio 38’ Torres 81’ | Marcatori |  |

| Arbitro: | George McCabe |

|                             |           |           |
| Simões 15’ Eusébio 27’, 85’ | Marcatori | 70’ Rildo |

| Arbitro: | Roberto Goicoechea |

|                                         |           |               |
| Davidov 43’ (aut.) Mészöly 45’ Bene 54’ | Marcatori | 15’ Asparuhov |

#### Gruppo 4

##### Classifica
| Pos. | Nazionale        | Pt | G | V | N | P | GF | GS | DR |
| ---- | ---------------- | -- | - | - | - | - | -- | -- | -- |
| 1.   | Unione Sovietica | 6  | 3 | 3 | 0 | 0 | 6  | 1  | +5 |
| 2.   | Corea del Nord   | 3  | 3 | 1 | 1 | 1 | 2  | 4  | -2 |
| 3.   | Italia           | 2  | 3 | 1 | 0 | 2 | 2  | 2  | 0  |
| 4.   | Cile             | 1  | 3 | 0 | 1 | 2 | 2  | 5  | -3 |

##### Incontri
| Arbitro: | Juan Gardeazabal |

|                                 |           |  |
| Malafeeŭ 31’ 88’ Banişevski 33’ | Marcatori |  |

| Arbitro: | Gottfried Dienst |

|                           |           |  |
| S. Mazzola 8’ Barison 88’ | Marcatori |  |

| Arbitro: | Ali Kandil |

|                   |           |                   |
| Marcos 26’ (rig.) | Marcatori | 88’ Pak Seung-zin |

| Arbitro: | Rudolf Kreitlein |

|              |           |  |
| Čislenko 57’ | Marcatori |  |

| Arbitro: | Pierre Schwinte |

|                |           |  |
| Pak Doo-ik 42’ | Marcatori |  |

| Arbitro: | John Adair |

|                   |           |            |
| Porkujan 28’, 85’ | Marcatori | 32’ Marcos |

### Fase ad eliminazione diretta

#### Tabellone
|  | Quarti di finale | Quarti di finale | Quarti di finale |                  |                   | Semifinali        | Semifinali       | Semifinali |            |                           | Finale                    | Finale                    | Finale |  |
|  |                  |                  |                  |                  |                   |                   |                  |            |            |                           |                           |                           |        |  |
|  | Inghilterra      | Inghilterra      | 1                |                  |                   |                   |                  |            |            |                           |                           |                           |        |  |
|  | Inghilterra      | Inghilterra      | 1                |                  |                   |                   |                  |            |            |                           |                           |                           |        |  |
|  | Argentina        | Argentina        | 0                |                  |                   |                   |                  |            |            |                           |                           |                           |        |  |
|  | Argentina        | Argentina        | 0                |                  | Inghilterra       | Inghilterra       | 2                |            |            |                           |                           |                           |        |  |
|  |                  |                  |                  |                  | Inghilterra       | Inghilterra       | 2                |            |            |                           |                           |                           |        |  |
|  |                  |                  | Portogallo       | Portogallo       | 1                 |                   |                  |            |            |                           |                           |                           |        |  |
|  | Portogallo       | Portogallo       | Portogallo       | Portogallo       | 1                 | 5                 |                  |            |            |                           |                           |                           |        |  |
|  | Portogallo       | Portogallo       |                  |                  |                   |                   |                  |            |            |                           |                           |                           |        |  |
|  | Corea del Nord   | Corea del Nord   | 3                |                  |                   |                   |                  |            |            |                           |                           |                           |        |  |
|  | Corea del Nord   | Corea del Nord   | 3                |                  | Inghilterra (dts) | Inghilterra (dts) | 4                |            |            |                           |                           |                           |        |  |
|  |                  |                  |                  |                  |                   |                   |                  |            |            |                           |                           |                           |        |  |
|  |                  |                  | Germania Ovest   | Germania Ovest   | 2                 |                   |                  |            |            |                           |                           |                           |        |  |
|  | Germania Ovest   | Germania Ovest   | Germania Ovest   | Germania Ovest   | 2                 | 4                 |                  |            |            |                           |                           |                           |        |  |
|  | Germania Ovest   | Germania Ovest   |                  |                  |                   | 4                 |                  |            |            |                           |                           |                           |        |  |
|  | Uruguay          | Uruguay          | 0                |                  |                   |                   |                  |            |            |                           |                           |                           |        |  |
|  | Uruguay          | Uruguay          | 0                |                  | Germania Ovest    | Germania Ovest    | 2                |            |            | Finale per il terzo posto | Finale per il terzo posto | Finale per il terzo posto |        |  |
|  |                  |                  |                  |                  | Germania Ovest    | Germania Ovest    | 2                |            |            |                           |                           |                           |        |  |
|  |                  |                  | Unione Sovietica | Unione Sovietica | 1                 |                   |                  |            |            |                           |                           |                           |        |  |
|  | Unione Sovietica | Unione Sovietica | Unione Sovietica | Unione Sovietica | 1                 | 2                 |                  |            | Portogallo | Portogallo                | 2                         |                           |        |  |
|  | Unione Sovietica | Unione Sovietica |                  |                  |                   |                   |                  |            | Portogallo | Portogallo                | 2                         |                           |        |  |
|  | Ungheria         | Ungheria         | 1                |                  |                   | Unione Sovietica  | Unione Sovietica | 1          |            |                           |                           |                           |        |  |

#### Quarti di finale
| Arbitro: | Menachem Ashkenazi |

|                                                           |           |                                                       |
| Eusébio 27’, 43’ (rig.), 56’, 59’ (rig.) José Augusto 89’ | Marcatori | 1’ Pak Seung-zin 22’ Li Dong-woon 25’ Yang Seung-kook |

| Arbitro: | Jim Finney |

|                                            |           |  |
| Haller 11’, 83’ Beckenbauer 70’ Seeler 75’ | Marcatori |  |

| Arbitro: | Rudolf Kreitlein |

|           |           |  |
| Hurst 78’ | Marcatori |  |

| Arbitro: | Juan Gardeazábal Garay |

|                          |           |          |
| Čislenko 5’ Porkujan 70’ | Marcatori | 57’ Bene |

#### Semifinali
| Arbitro: | Concetto Lo Bello |

|                            |           |              |
| Haller 42’ Beckenbauer 67’ | Marcatori | 88’ Porkujan |

| Arbitro: | Pierre Schwinte |

|                      |           |                    |
| B. Charlton 30’, 80’ | Marcatori | 82’ (rig.) Eusébio |

#### Finale per il terzo posto
| Arbitro: | Ken Dagnall |

|                               |           |              |
| Eusébio 12’ (rig.) Torres 89’ | Marcatori | 43’ Malofeev |

#### Finale
| Arbitro: | Dienst |

|                                  |           |                      |
| Hurst 18’, 101’, 120’ Peters 78’ | Marcatori | 12’ Haller 89’ Weber |

## Statistiche

### Classifica marcatori
9 reti
- Eusébio (4 rigori)

6 reti
- Helmut Haller (1 rigore)

4 reti
- Geoff Hurst
- Franz Beckenbauer
- Ferenc Bene
- Valerij Porkujan

3 reti
- Luis Artime
- Bobby Charlton
- Roger Hunt
- José Augusto de Almeida
- José Augusto Torres
- Ėduard Malafeeŭ

2 reti
- Rubén Marcos (1 rigore)
- Pak Seung-Zin
- Uwe Seeler
- Kálmán Mészöly (1 rigore)
- Igor Čislenko

1 rete
- Ermindo Onega
- Garrincha
- Pelé
- Rildo
- Tostão
- Georgi Asparuhov
- Lee Dong-Woon

- Pak Doo-Ik
- Yang Seung-Kook
- Héctor De Bourgoing (1 rigore)
- Gérard Hausser
- Lothar Emmerich
- Sigfried Held
- Wolfgang Weber

- Martin Peters
- Paolo Barison
- Sandro Mazzola
- Enrique Borja
- António Simões
- Amancio
- Josep Fusté

- Pirri
- Manuel Sanchís
- René-Pierre Quentin
- János Farkas
- Anatoli Banişevski
- Julio César Cortés
- Pedro Rocha

Autoreti
- Ivan Davidov (1, pro  Ungheria)
- Ivan Vutsov (1, pro  Portogallo)

## Premi
| [ 18 ] | Miglior marcatore | Miglior giovane   |
| ------ | ----------------- | ----------------- |
|        | Eusébio (9)       | Franz Beckenbauer |

### All-Star Team[20]
| Portiere     | Difensori                                         | Centrocampisti                                | Attaccanti                        |
| ------------ | ------------------------------------------------- | --------------------------------------------- | --------------------------------- |
| Gordon Banks | George Cohen Bobby Moore Vicente Silvio Marzolini | Franz Beckenbauer Mário Coluna Bobby Charlton | Flórián Albert Uwe Seeler Eusébio |

### Videografia
- Federico Ferri, Federico Buffa, Storie Mondiali: Football Back Home (1966), Sky Sport, 2014.